# Dinamo Tbilisi BK
Dinamo je košarkaški klub iz Tbilisija u Gruziji. Osnovan je 1925. a najveći uspjeh mu je osvajanje naslova europskog prvaka 1962.

## Uspjesi
Kup prvaka
- Pobjednik: 1962.
- Finalist: 1960.

Kup pobjednika kupova
- Finalist: 1969.

Prvenstvo Gruzije
- 1992., 2003.

Kup Gruzije:
- 2004.

Prvenstvo SSSR-a
- Prvak: 1950., 1953., 1954., 1968.
- Doprvak: 1947., 1960., 1961., 1969.
- Trećeplasirani: 1948., 1952., 1966., 1977.